# Friedrich Schubarth
Friedrich Christoph Peter Schubarth (* 17. April 1804 in Regensburg; † 16. September 1871 ebenda) war ein deutscher Jurist und Bürgermeister von Regensburg von 1856–1868.

## Leben
Schubarth wurde als Sohn eines Kantors und Alumneums-Inspektors geboren und studierte nach dem Besuch des Gymnasiums in Regensburg ab 1821 Rechtswissenschaften und Philosophie in Erlangen. Während seines Studiums wurde er 1821 Mitglied der Burschenschaft Arminia Erlangen. 1826 absolvierte er das Referendarexamen und 1828 den Staatskonkurs (Assessorexamen). Danach war er als Assessor bei der Kreisregierung in Regensburg an der Kammer der Finanzen tätig und von 1826 bis 1829 auch als Rechtspraktikant in Deggendorf, dort bis 1830 beim Rentamt. Bis 1834 war er Rats-Auskultant, bevor er 1834 als Rechtsrat rechtskundiger Magistratsrat der Stadt Regensburg wurde. Im Anschluss wurde er im April 1856 einstimmig zum Bürgermeister von Regensburg gewählt in Nachfolge des pensionierten Bürgermeisters Johann Georg Satzinger, der als Nachfolger des nach München abberufenen und dort verstorbenen regulären Bürgermeisters Gottlieb von Thon-Dittmer fungiert hatte.
Die Kreisregierung attestierte Schubarth „vorzügliche Geistes-Anlage, sehr viel Kenntnisse und große Geschäftserfahrung, Besonnenheit, Tatkraft, wohlwollenden Sinn und anerkannte Dienstes-Integrität“, bemängelte aber, dass „diese guten Eigenschaften seither durch eine weder durch Abmahnungen noch durch Strafen zu bewältigende Arbeits-Unlust stark in Schatten gestellt“ würden. Daraufhin erhielt Schubarth die königliche Bestätigung nur für eine Amtszeit von drei Jahren. In diese Zeit fiel der Entschluss der Stadt Regensburg, das Thon-Dittmer-Palais anzukaufen. Dabei überraschte die fortschrittliche Absicht des Stadtmagistrats, nicht hinter anderen Städten zurückzufallen und in dem angekauften großen Gebäude Einrichtungen wie z. B. Schulen, wissenschaftliche Vereine, Bibliotheken und Sammlungen unterzubringen, um hier einen kulturellen Mittelpunkt der Stadt zu schaffen. Angesichts der damals mit dem Bau des Bahnhofs bevorstehenden Anbindung von Regensburg an das Schienennetz, sei das Aufblühen von Gewerbe und Handel zu erwarten, womit auch der Wert dieser städtischen Immobilie steigen würde. Der städtische Bauingenieur Franz Josef von Denzinger begutachtete das Gebäude und befand es als für die geplanten Zwecke sehr gut geeignet.
Angesichts der verbesserten Arbeitsauffassung des Bürgermeisters, gab die Kreisregierung im Juli 1859 eine bessere Beurteilung ab, was zu einer königlichen Bestätigung seiner Wiederwahl führte. Nach weiteren acht Jahren im Amt fiel die Beurteilung von Schubarth durch die Kreisregierung aber erneut sehr zwiespältig aus, auch weil sich wegen einer zunehmenden Krankheit, die Fehlzeiten und Badekuren bei ihm so gehäuft hatten, dass aus Sicht der Kreisregierung die baldige „völlige Funktionsunfähigkeit“ des Bürgermeisters zu befürchten war, was angesichts der notwendigen Modernisierung der Infrastruktur der Stadt nicht tragbar war. Schubart erbat im Februar 1868 seine Pensionierung und die Kreisregierung erbat im Mai 1868 die königliche Bestätigung seines zum Nachfolger gewählten Bürgermeisters Oskar von Stobäus, dem es hoffentlich gelingen werde, „die vielfachen, bestehenden Missstände in der Verwaltung zu beseitigen und alsbald wieder geordnete Zustände herbeizuführen“.

## Ehrungen
- Ritterkreuz I. Klasse des Verdienstordens vom Heiligen Michael
- Albrechts-Orden